# Maiga Saleniece-Skapāne
Maiga Saleniece-Skapāne (Garkalne) (30 januari 1950) is een voormalig Sovjet basketbalspeelster.

## Carrière
Saleniece speelde haar gehele basketbal carrière voor TTT Riga. Met TTT won ze zeven Sovjet-kampioenschappen in 1970, 1971, 1972, 1973, 1975, 1976, 1977 en 1979. Ook won ze zeven Europese Cup-titels 1970, 1971, 1972, 1973, 1974, 1975 en 1977.
Als speler van de Letse SSR won ze één keer de Spartakiade van de Volkeren van de USSR in 1975.

## Privé
Ze heeft een tweelingzus Maija Saleniece-Šiliņa die ook basketbal speelde voor TTT Riga.

## Erelijst
- Landskampioen Sovjet-Unie: 7
  - Winnaar: 1970, 1971, 1972, 1973, 1975, 1976, 1977
  - Tweede: 1974, 1978
- EuroLeague Women: 7
  - Winnaar: 1970, 1971, 1972, 1973, 1974, 1975, 1977
- Spartakiad van de Volkeren van de USSR: 1
  - Winnaar: 1975